# 잉하이역
잉하이역(중국어: 瀛海站)은 중국 베이징시 다싱구 잉하이 지구 싼화이탄촌 104번 국도·잉안가·싼화이 남로 교차로의 남쪽에 위치한 베이징 지하철 8호선의 지하철역으로, 2018년 12월 30일 8호선 3단계·4단계 개통과 함께 개장되었다.

## 위치
잉하이역은 남5환로 외부에 있으며, 104번 국도를 따라 남북으로 배치되어 있다. 본 역의 남단 접속선은 차량기지인 잉하이 차량단(瀛海车辆段) 출입선과 연결되어 있으며, 차량기지는 역 남동쪽에 위치하고 있다.

## 역 구조
잉하이역은 고가역사로 104번 국도 서쪽에 설치되었다. 역은 3층으로 구성되었으며, 이중 2층은 대합실, 3층은 섬식 승강장이다. 2층 대합실은 육교를 통해 도로 동쪽 출구로 연결된다. 잉하이역 서쪽은 대형상업지구로 조성되어 지하철역에서 상업지구로 바로 진입할 수 있을 것으로 예상된다. 승강장 북쪽 끝에는 열차가 역앞에 진입할 수 있는 분기기가 있고, 남쪽 끝에는 잉하이 차량단(瀛海车辆段)으로 가는 선로가 있다.
잉하이역 전후의 궤도 구조 아래에는 P+R 주차장이 설치되어 있다.
| 3층 승강장 | ←                               | ■ 8호선 주스커우 방면 (더마오)  |
| 3층 승강장 | 섬식 승강장, 왼쪽 출입문이 열림 |                                 |
| 3층 승강장 | →                               | ■ 8호선 하차 전용 승강장        |
| 2층        | 대합실                          | 고객 센터, 자동매표기, 개집표기 |
| 지면층     | 가도                            | A-C출구                         |

## 예술 작품
잉하이역 A출구 에스컬레이터 위쪽에는 잉하이에서 태어난 화가 주톄촨(朱铁川)이 난하이쯔(南海子)의 풍경을 그린 벽화 《가원(家园)》이 있다.

## 출구
|                         |                                       |      |  |
| 출구                    | 출구 인근                             | 사진 |  |
| 出口 · A                | 징푸로(京福路), 싼후이 남로(三槐南路) |      |  |
| 出口 · B · 1            | 징푸로(京福路), 잉안로(瀛安路)        |      |  |
| 出口 · B · 2            | 징푸로(京福路)                        |      |  |
| 出口 · C                | 징푸로(京福路)                        |      |  |
| 아이콘 설명: 엘리베이터 |                                       |      |  |